# 阿根廷長爪鼠
阿根廷長爪鼠（Notiomys edwardsii），哺乳綱、囓齒目、鼠科南美長爪鼠屬下唯一物种，只分布于阿根廷和巴西南部。與南美長爪鼠屬（阿根廷長爪鼠）同科的動物尚有夜鼠屬（夜鼠）、赭鼠屬（赭鼠）、食魚鼠屬（食魚鼠）、加拉帕戈斯稻鼠屬（山稻鼠）等之數種哺乳動物。
虽然此鼠并不常见，但是以及发现在阿根廷四个动物保护区境内，没有灭绝危险。